# مجزرة ملعب 11 يونيو
يوم الثلاثاء الموافق 9 يوليو 1996 كانت تقام مباراة ديربي طرابلس بين نادي الاتحاد وأهلي طرابلس في منافسات الدوري الليبي لكرة القدم علي ملعب 11 يونيو بطرابلس وكان الملعب ممتلئ عن آخره حيث قدر عدد الجماهير في الملعب حوالي 50,000 متفرج وعند إطلاق الحكم صافرته معلناً عن انتهاء اللقاء خرج رجال الأمن من المنصة الشرفية إلى وسط الملعب وبدأ إطلاق الرصاص الحي على الجماهير.
ولم يتم فتح تحقيق بشأن ذلك الي يومنا هذا ويرجح بأن هذا العمل كان بأوامر شخصية من معمر القذافي للتغطية عن أحداث سجن أبو سليم الذي سبق حادث مباراة الرصاص بعشرة أيام فقط والتي كانت بيوم السبت الموافق 29 يونيو 1996.

## الضحايا والمصابين
حسب الرواية الرسمية كان عدد المصابين بالرصاص الحي 89 شخص وعدد الوفيات 8 أشخاص، أما الروايات المتداولة في الشارع الليبي تقول بأن العدد أكبر من ذلك حيث أن عدد الوفيات وصل إلى 60 حالة وفاة أما المصابين 150 حالة.

## السلاح
حسب الرواية الرسمية لأجهزة الأمن الليبية فإن إطلاق النار كان من قبل أفراد من كتيبة الصاعقة 223 حيث أستخدم فيها سلاح كلاشنيكوف وكانت عدد الطلاقات 258.

## التعويضات
تم منح مبلغ الي عائلات الضحايا وقدر المبلغ 5 آلاف دينار ليبي أي ما يعادل في يومها 1,500 دولار أمريكي.